# 法治日报
《法治日报》（英語：Legal Daily），于1980年8月1日创办，前名《中国法制报》以及《法制日报》，为中共中央政法委员会机关报、中央全面依法治国委员会及其办公室的主要宣传平台。

## 历史
《法治日报》是根据彭真“政法战线要办一张报纸”的指示精神，于1980年8月1日创办的，当时的报名是《中国法制报》。1983年1月，中宣部、中央政法委联合发文指出“《中国法制报》是中央政法委领导下的全国政法战线的重要报纸”。1988年1月1日，经乔石批准，《中国法制报》更名为《法制日报》。2020年8月1日，改名为《法治日报》。

## 运营情况
目前法治日报社拥有《法治日报》、《法治周末》报、《法制文萃报》、《法治日报社区版》四张报纸，《法制与新闻》、《法人》、《法制资讯》三本杂志，门户网站《法制网》和《法制日报手机报》，主办了《情况汇报》、《法治参考》、《读者来信》、《法治日报政法综治要情专报》等四份内参。
《法治日报》在中国有32个记者站，在美国、俄罗斯、日本、韩国、乌克兰、中亚有6个国外记者站。法制日报社现有采编经营人员近500人。
法治日报社位于北京朝阳区花家地甲1号（四元桥旁），占地面积30余亩，业务用房近4万平方米，含综合业务楼、多功能厅、一个中型印刷厂及其他配套用房。

## 外部連結
- 官方网站
- 法治日报的新浪微博